# 北川利之
北川 利之（きたがわ としゆき、1979年1月8日 - ）は、大阪府大阪市出身の元プロ野球選手（内野手）。2009年から2010年までの登録名は「北川 隼行」（読みは同じ）。

## 経歴
小学生時代は大阪クーガース、大阪東ジャガーズに所属、中学時代も引き続き大阪東ジャガーズに所属する。
大阪桐蔭高校では一年秋からレギュラーとなり主力強打者として高校通算本塁打数31本を記録。その後、大阪桐蔭高校の野球部から初となる東京六大学野球進学を果たし法政大学に入学。大学では阿部真宏、G.G.佐藤、廣瀬純らと同期で後藤武敏は2年後輩。そのため、レギュラーではなかった。リーグ戦通算20試合26打数3安打2打点。その後社会人野球、川崎製鉄水島(現在のJFE西日本硬式野球部)にて、遊撃手で日本代表に選出され、2002年10月韓国釜山で行われた2002年アジア競技大会野球日本代表に出場し活躍。同11月キューバで行われた第15回IBAFインターコンチネンタルカップ日本代表ではプロアマ混成チームに選出され内海哲也、井端弘和、川﨑宗則らと共に出場、ベネズエラ戦で満塁本塁打を放つ。その年の2002年度ドラフト会議にて横浜ベイスターズから6巡目指名を受けて入団。社会人時代から好守の遊撃手として名を馳せ、堅実な打撃が評価されてのプロ入りだった。
2003年7月5日の対広島戦にてプロ初出場を果たした。二軍ではルーキーながらチームトップの打率.323、8本塁打、11盗塁を記録し、守備だけでなく打撃でもアピールした。主に二塁手として出場しているが、三塁手や遊撃手もこなせる守備力を持つ。
2004年8月8日に横浜スタジアムで行われた対ヤクルト戦で一軍での初安打を放った。二軍ではすでに二塁手のレギュラーで3割に近い打率を残していたが、石川雄洋や当時内野手だった内川聖一、藤田一也といった同じタイプの選手の存在もあり、また石井琢朗や種田仁などのベテラン勢の層も厚く、一軍でのポジション争いは熾烈な時代であった。2008年6月25日のイースタン・リーグでの対ロッテ戦で大嶺祐太との対戦時にファウルチップで右手有鈎骨を骨折、手術し1か月半戦線を離脱、一軍出場も入団以来初となるゼロに終わった。
2009年シーズンより、登録名を北川 隼行（読みは同じ）へ変更。6月8日の横浜スタジアムでのセ・パ交流戦の対ロッテ戦で大嶺から、プロ7年目で初本塁打となる逆転満塁本塁打を放った。この本塁打はプロ野球通算2000本目の満塁本塁打となり、初本塁打が満塁本塁打となったのは横浜では1994年の鈴木尚典以来15年ぶり2人目で、プロ野球史上36人目。ヒーローインタビューでは二軍時代の指導者や当時監督であった田代富雄への感謝を語っていた。
2010年10月1日、戦力外通告を受け、現役引退を決断した。
引退後は、ベイスターズのスクールや、横浜DeNAベイスターズジュニアのコーチなどで小山田保裕や鈴木尚典とともに少年野球指導などにあたり、現在も横浜DeNAベイスターズの球団職員として勤務している。

## 詳細情報

### 年度別打撃成績
| 年 度     | 球 団     | 試 合 | 打 席 | 打 数 | 得 点 | 安 打 | 二 塁 打 | 三 塁 打 | 本 塁 打 | 塁 打 | 打 点 | 盗 塁 | 盗 塁 死 | 犠 打 | 犠 飛 | 四 球 | 敬 遠 | 死 球 | 三 振 | 併 殺 打 | 打 率 | 出 塁 率 | 長 打 率 | O P S |
| --------- | --------- | ----- | ----- | ----- | ----- | ----- | -------- | -------- | -------- | ----- | ----- | ----- | -------- | ----- | ----- | ----- | ----- | ----- | ----- | -------- | ----- | -------- | -------- | ----- |
| 2003      | 横浜      | 8     | 7     | 6     | 1     | 0     | 0        | 0        | 0        | 0     | 0     | 0     | 0        | 0     | 0     | 1     | 0     | 0     | 4     | 0        | .000  | .143     | .000     | .143  |
| 2004      | 横浜      | 8     | 16    | 16    | 0     | 4     | 0        | 0        | 0        | 4     | 0     | 0     | 0        | 0     | 0     | 0     | 0     | 0     | 5     | 0        | .250  | .250     | .250     | .500  |
| 2005      | 横浜      | 5     | 3     | 3     | 0     | 1     | 0        | 0        | 0        | 1     | 0     | 0     | 0        | 0     | 0     | 0     | 0     | 0     | 1     | 0        | .333  | .333     | .333     | .667  |
| 2006      | 横浜      | 11    | 14    | 13    | 1     | 2     | 1        | 0        | 0        | 3     | 0     | 0     | 0        | 0     | 0     | 1     | 0     | 0     | 2     | 1        | .154  | .214     | .231     | .445  |
| 2007      | 横浜      | 2     | 0     | 0     | 0     | 0     | 0        | 0        | 0        | 0     | 0     | 0     | 0        | 0     | 0     | 0     | 0     | 0     | 0     | 0        | ----  | ----     | ----     | ----  |
| 2009      | 横浜      | 19    | 47    | 44    | 6     | 10    | 2        | 0        | 1        | 15    | 4     | 0     | 0        | 2     | 0     | 1     | 0     | 0     | 13    | 0        | .227  | .244     | .341     | .585  |
| 通算：6年 | 通算：6年 | 53    | 87    | 82    | 8     | 17    | 3        | 0        | 1        | 23    | 4     | 0     | 0        | 2     | 0     | 3     | 0     | 0     | 25    | 1        | .207  | .235     | .280     | .516  |

### 記録
- 初出場：2003年7月5日、対広島東洋カープ12回戦（横浜スタジアム）、7回裏に河原隆一の代打で出場
- 初打席：同上、7回裏に天野浩一から左飛
- 初先発出場：2003年7月12日、対ヤクルトスワローズ17回戦（秋田県立野球場）、7番・二塁手で先発出場
- 初安打：2004年8月8日、対ヤクルトスワローズ20回戦（横浜スタジアム）、5回裏に鎌田祐哉から左前安打
- 初本塁打・初打点：2009年6月8日、対千葉ロッテマリーンズ4回戦（横浜スタジアム）、5回裏に大嶺祐太から右越逆転決勝満塁本塁打

### 背番号
- 4 （2003年 - 2010年）

### 登録名
- 北川 利之 （きたがわ としゆき、2003年 ‐ 2008年）
- 北川 隼行 （きたがわ としゆき、2009年 ‐ 2010年）